# 23047 Isseroff
23047 Isseroff (1999 XS28) là một tiểu hành tinh vành đai chính được phát hiện ngày 6 tháng 12 năm 1999 bởi Nhóm nghiên cứu tiểu hành tinh gần Trái Đất phòng thí nghiệm Lincoln ở Socorro.